# Liptena opaca
Liptena opaca är en fjärilsart som beskrevs av Kirby 1890. Liptena opaca ingår i släktet Liptena och familjen juvelvingar. Inga underarter finns listade i Catalogue of Life.